# Jake Kelly
Pour les articles homonymes, voir Kelly.
Jake Kelly, né le 17 janvier 1995 à Douglas sur l'île de Man, est un coureur cycliste britannique.

## Palmarès sur route

### Par année
- 2013
  - British Junior Men's Road Series
  - Isle of Man Junior Tour[1],[2] :
    - Classement général
    - 2e étape

### Classements mondiaux
| Année           | 2016   |
| --------------- | ------ |
| UCI Europe Tour | 1 008e |

## Palmarès sur piste

### Championnats nationaux
- 2012
  - 3e du championnat de Grande-Bretagne de l'américaine juniors
- 2015
  -  Champion de Grande-Bretagne de poursuite par équipes (avec Germain Burton, Mark Stewart et Oliver Wood)